# 约翰·施特劳斯三世

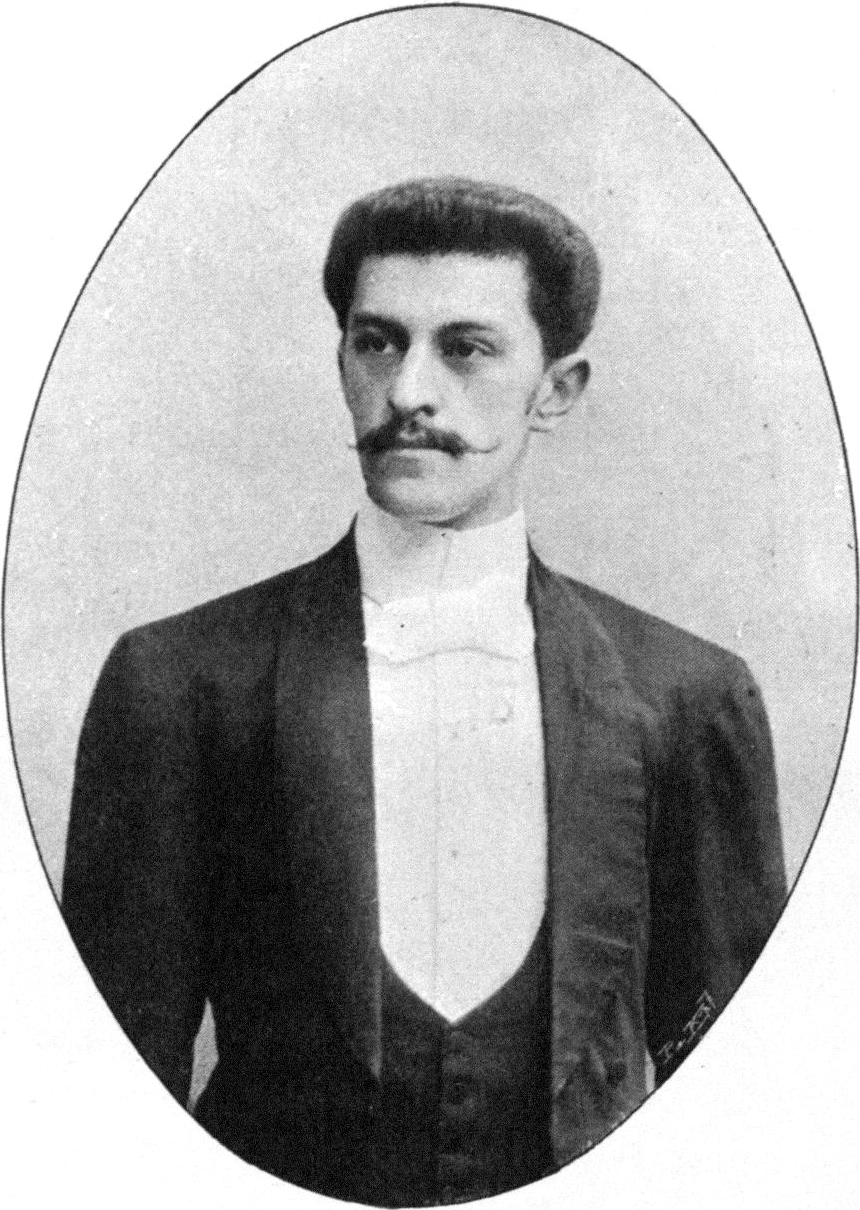
约翰·施特劳斯三世（1900年）

約翰·瑪麗亞·愛德華·施特勞斯（德語：Johann Maria Eduard Strauss，1866年2月16日—1939年1月9日），經常被簡稱為约翰·施特劳斯三世（Johann Strauss Ⅲ）或“小小约翰·施特劳斯”，是奥地利音乐家老约翰·施特劳斯的嫡长孙，系其幼子爱德华·施特劳斯所生。
約翰三世也是一名指揮，他在1900年2月12日初次登台指揮。1907年之後，他遷居柏林，改以柏林為他的主要活動據點。
他在1939年1月9日逝世，在這之後，史特勞斯家族的音樂香火傳至他的幼侄愛德華·列奧波德·瑪利亞·史特勞斯（人稱愛德華·史特勞斯二世）之手。